# Bryan Griffiths
Bryan Griffiths (sinh ngày 26 tháng 1 năm 1965) là một cựu cầu thủ bóng đá người Anh. Ông thi đấu ở vị trí tiền vệ chạy cánh trái.
Sinh ra ở Prescot, Lancashire, Griffiths bắt đầu sự nghiệp cùng với St Helens Town ở thập niên 1980. Ông ký hợp đồng chuyên nghiệp cùng với Wigan Athletic năm 1988, và có gần 200 lần ra sân ở giải vô địch cho Latics, ghi 44 bàn.
Năm 1993, ông được ký hợp đồng bởi Blackpool của Billy Ayre. Trong 2 năm tại Bloomfield Road ông có 57 lần ra sân và ghi 17 bàn.
Khi Ayre làm huấn luyện viên của Scarborough năm 1994, ông ký hợp đồng với Griffiths theo dạng cho mượn. Ông ghi 1 bàn trong 5 trận cho Yorkshiremen.
Griffiths chuyển sang bóng đá nghiệp dư cùng với Telford United năm 1995.
Ông kết thúc sự nghiệp khi quay trở lại câu lạc bộ đầu tiên, St. Helens Town, năm 2000.